# Левін Максим Євгенович
Макси́м Євге́нович Ле́він, більш відомий як Макс Левін (7 липня 1981, Боярка, Києво-Святошинський район, Київська область, Українська РСР, СРСР — між 13 та 31 березня 2022, біля с. Гута-Межигірська, Вишгородський район, Київська область, Україна) — український фотокореспондент, фотограф, документальний фотограф. 10 років працював в редакції LB.ua, співпрацював з агенствами Reuters, BBC, TRT World, Associated Press, Hromadske. Більшість його документальних проєктів пов'язані з війною в Україні. Загинув, висвітлюючи російське вторгнення в Україну 2022 року, — у нього двічі навмисно вистрілив російський військовий.
Кавалер ордена «За заслуги» III ступеня (2015), кавалер ордена «За мужність» III ступеня (2022, посмертно). Лавреат премії імені Георгія Гонгадзе (2022, посмертно)

## Життєпис
Максим Левін народився 7 липня 1981 року в Боярці Києво-Святошинського району Київської області. Батько чотирьох синів.
Закінчив Київський політехнічний інститут (спеціальність — інженер комп'ютерних систем).
Працював фоторепортером у журналі «Пенсія», газеті «Київські відомості», фотоагентстві «Фотолента» та УНІАН; «Газеті 24» (2007—2008), вебсайту lb.ua (2010—2020); фрілансером для журналів «Фокус», «Профіль», «Український тиждень», агентств «Reuters» та «Associated Press», відеографом і фотографом у hromadske (2021—2022).
Висвітлював російське вторгнення в Україну 2022 року. Протягом перших п'яти днів повномасштабної війни Макс устиг оприлюднити фоторепортажі щонайменше з семи гарячих точок у різних куточках України: від Харкова до Василькова та кількох населених пунктів на Ірпінському та Житомирському напрямках.
Загинув, висвітлюючи російське вторгнення. Зв'язок з Максом Левіним був втрачений з 13 березня 2022 року, коли він вирушив у село Гута-Межигірська Вишгородського району Київської області документувати наслідки російської агресії. 1 квітня після тривалих пошуків поліція знайшла його тіло з вогнепальним пораненням. За даними прокуратури, Левіна убили «військовослужбовці збройних сил [Російської Федерації]… шляхом двох пострілів зі стрілецької зброї».
Його загибель розслідували також і представники організації «Репортери без кордонів» та дійшли висновку, що Левіна і Чернишова холоднокровно стратили.

## Доробок
Автор документального проєкту про військових «Afterilovaisk», а також проєкту про відповідальне батьківство «Клуб тат». Від початку війни на Донбасі Макс Левін працював там як документальний фотограф.
Учасник подій в Іловайську 2014 року.

## Вшанування пам'яті
Рішенням Боярської міської ради від 30 червня 2022 року вулиця Заводська міста Боярка перейменована на вулицю Макса Левіна (скорочена назва: вул. М. Левіна).

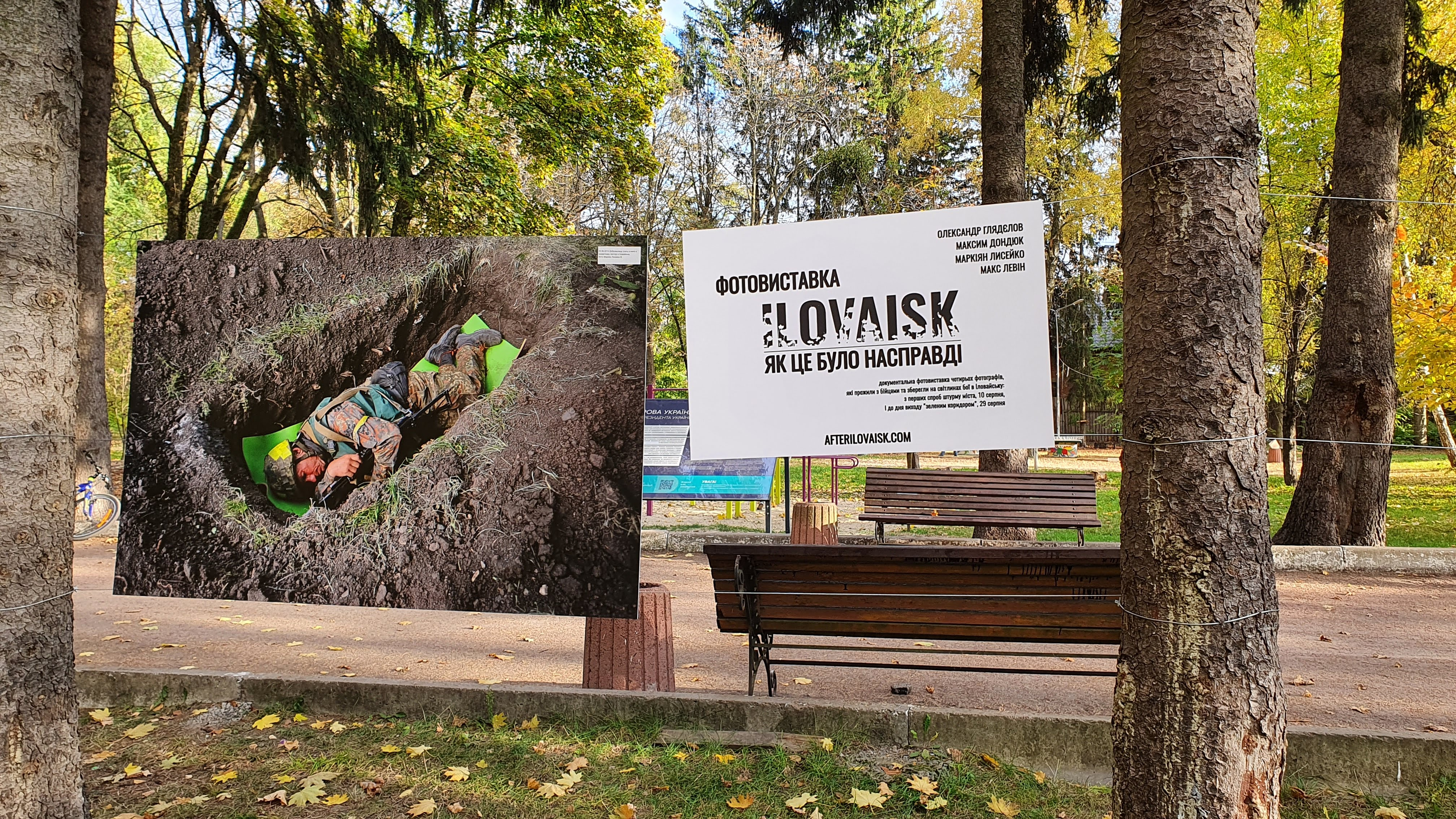
Жовтень 2021. Проєкт Макса Левіна AfterIlovaysk в Боярці
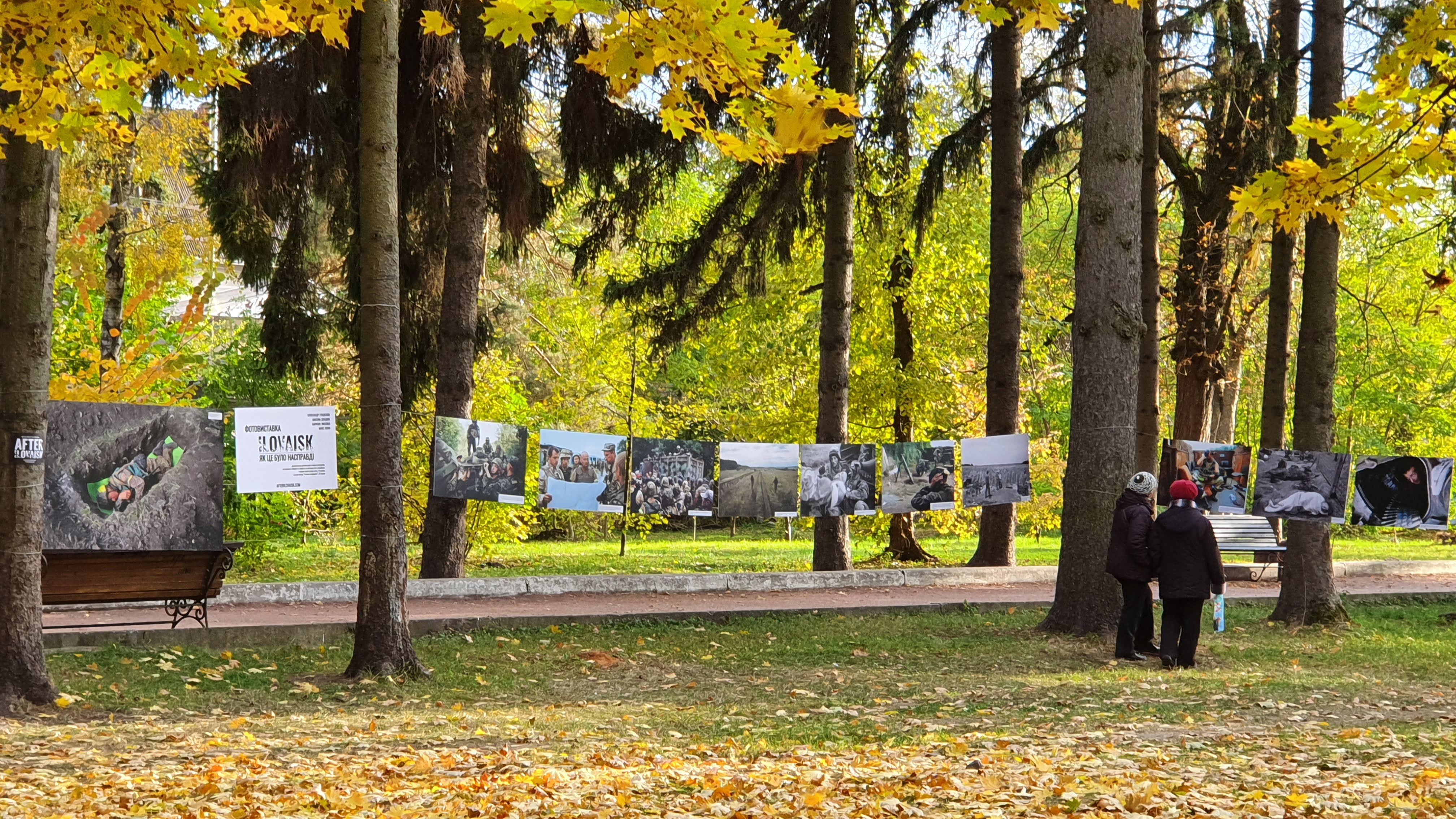
Жовтень 2021. Проєкт Макса Левіна AfterIlovaysk в Боярці
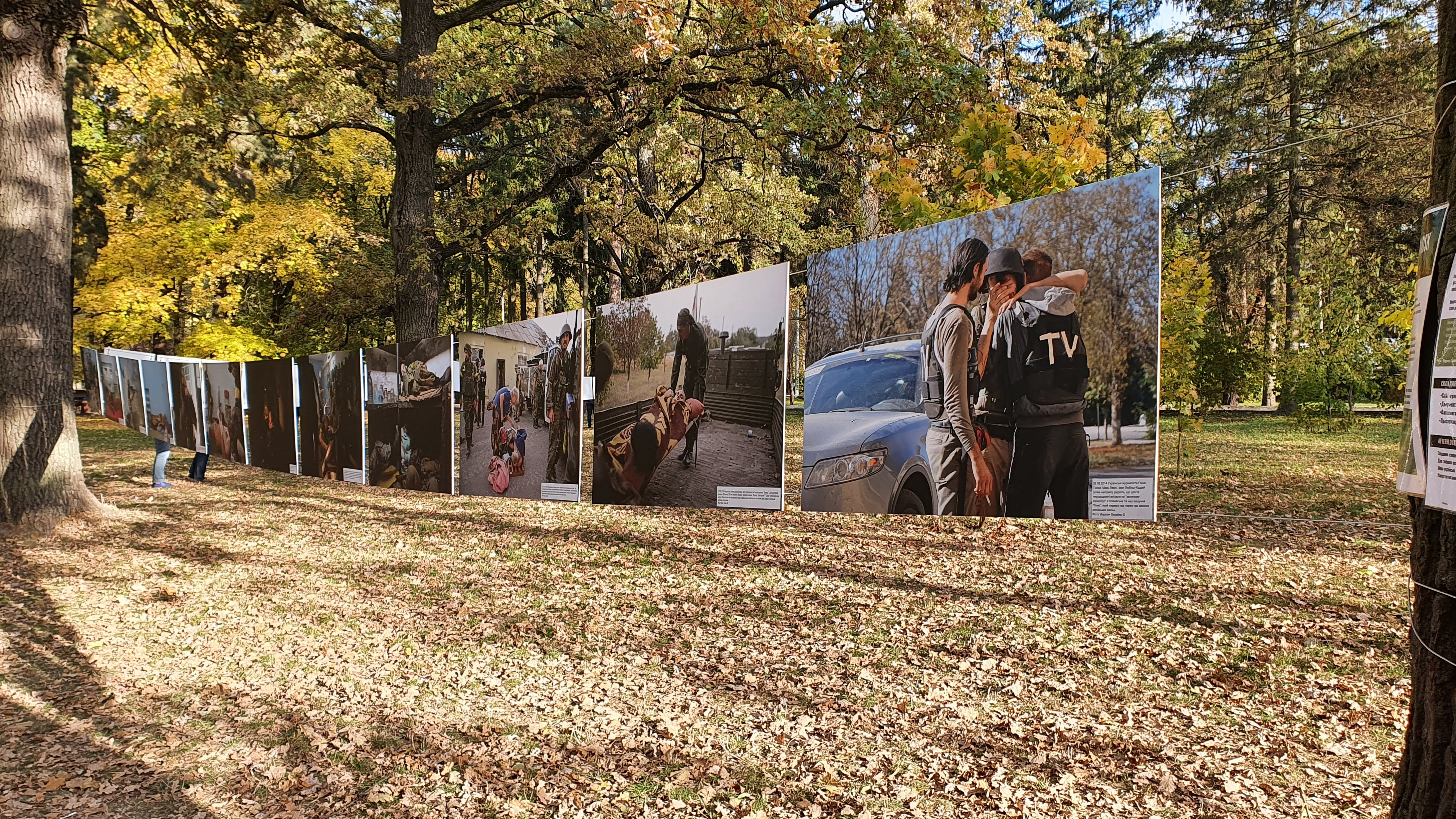
Жовтень 2021. Проєкт Макса Левіна AfterIlovaysk в Боярці
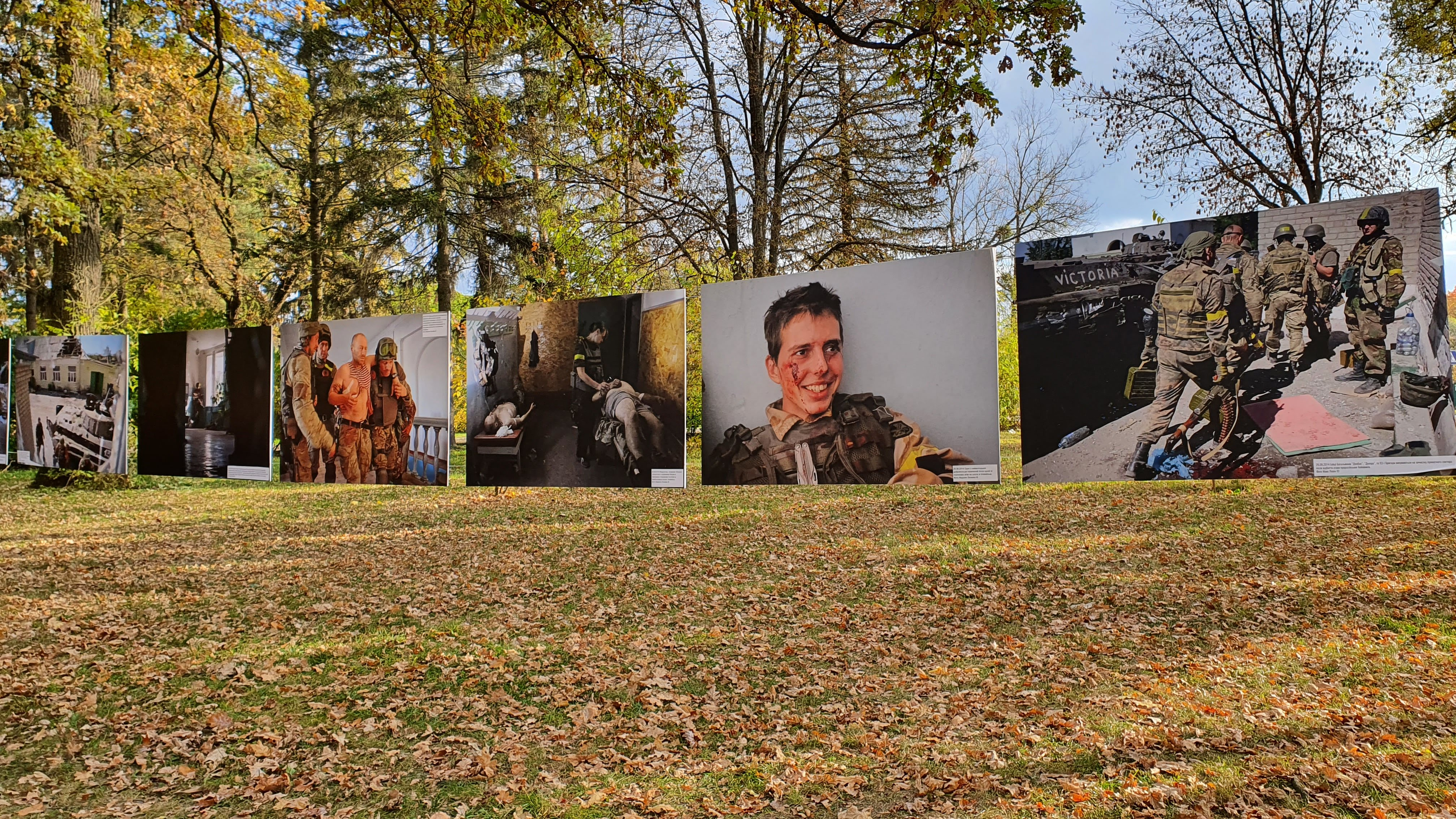
Жовтень 2021. Проєкт Макса Левіна AfterIlovaysk в Боярці

27 жовтня 2022 року у м. Києві було прийняте рішення про перейменування вулиці Багратіона на вулицю Максима Левіна .

### Авторські колонки Максима Левіна
- Сторінка автора  на LB.ua
- Сторінка автора  на hromadske.ua

## Нагороди та відзнаки
- орден «За заслуги» III ступеня (5 червня 2015) — за вагомий особистий внесок у розвиток вітчизняної журналістики, багаторічну сумлінну працю та високу професійну майстерність[15].
- орден «За мужність» III ступеня (3 квітня 2022, посмертно) — за особисту мужність і самовіддані дії, виявлені під час висвітлення російської агресії[16].